# Strada statale 3 (Polonia)
La strada statale 3 (sigla DK 3, in polacco droga krajowa 3) è una strada statale polacca che attraversa il Paese da Świnoujście a Jakuszyce. Fa parte della strada europea E65.